# Rhyacophila trescaviscensis
Rhyacophila trescaviscensis là một loài Trichoptera trong họ Rhyacophilidae. Chúng phân bố ở miền Cổ bắc.